# Coconut Juice
Coconut Juice è un singolo del rapper statunitense Tyga, pubblicato il 22 marzo 2008 su etichetta Young Money Entertainment.

## Tracce
1. Coconut Juoce – 3:51